# معتمدية جربة حومة السوق
مُعْتَمَدِيَّة جِرْبَة حُومَة السُّوقِ إحدى المعتمديات الثلاثة لجزيرة جربة بالجنوب التونسي. مركزها حومة السوق. بلغ عدد سكانها 75.904 نسمة عام 2014، منهم 38.388 ذكور و37.516 إناث موزعين على 14.767 أُسْرَة ويقطنون 27321 مَسْكَنًا.